# Axsjön (Östra Ryds socken, Östergötland)
Axsjön är en sjö i Söderköpings kommun i Östergötland och ingår i Söderköpingsåns huvudavrinningsområde. Sjön har en area på 0,221 kvadratkilometer och ligger 66,1 meter över havet.

## Delavrinningsområde
Axsjön ingår i det delavrinningsområde (646664-152328) som SMHI kallar för Inloppet i Taggen. Medelhöjden är 82 meter över havet och ytan är 9,76 kvadratkilometer. Det finns inga avrinningsområden uppströms utan avrinningsområdet är högsta punkten. Vattendraget som avvattnar avrinningsområdet har biflödesordning 2, vilket innebär att vattnet flödar genom totalt 2 vattendrag innan det når havet efter 60 kilometer. Avrinningsområdet består mestadels av skog (77 procent). Avrinningsområdet har 0,72 kvadratkilometer vattenytor vilket ger det en sjöprocent på 7,4 procent.